# Parque nacional de Hat Wanakon
El Parque nacional de Hat Wanakon (en tailandés, อุทยานแห่งชาติหาดวนกร) es un área protegida del centro de Tailandia, en la provincia de Prachuap Khiri Khan. Tiene 38 kilómetros cuadrados de extensión y fue declarado en el año 1992, como el parque nacional n.º 76 del país.
El parque se encuentra en el golfo de Tailandia, y presenta zona de llanura y de playa. Incluye dos islotes, llamados Ko Chan y Ko Thaisi.